# Hiresigara, Mudigere
Hiresigara là một làng thuộc tehsil Mudigere, huyện Chikmagalur, bang Karnataka, Ấn Độ.